# كلاتة قيصر
كلاتة قيصر (بالفارسية: کلاته قیصر) هي قرية تقع في قسم ميلانلو الريفي (مقاطعة إسفراين) في إيران.